# Pipistrellus permixtus
Pipistrellus permixtus é uma espécie de morcego da família Vespertilionidae. Endêmica da Tanzânia. Os seus habitats naturais são: florestas secas tropicais ou subtropicais.